# Hyrtanella pascalae
Hyrtanella pascalae is een haft uit de familie Ephemerellidae. De wetenschappelijke naam van de soort is voor het eerst geldig gepubliceerd in 2004 door Jacobus & Sartori.
De soort komt voor in het Oriëntaals gebied.